# Призраки (телесериал, 2017)
«При́зраки» (англ. Ghosted) — американский комедийно-фантастический телесериал с Крэйгом Робинсоном и Адамом Скоттом в главных ролях. Премьера сериала состоялась 1 октября 2017 года на телеканале Fox. В ноябре 2017 было объявлено, что FOX заказал 6 дополнительных серий, таким образом увеличивая количество серий до 16. Последние 7 серий были запланированы к показу в Новой Зеландии с 16 апреля 2018, но после показа 10-й серии были убраны из расписания. 28 июня 2018 года сериал был закрыт после одного сезона.

## Сюжет
Тайная правительственная организация по контролю паранормальных явлений нанимает бывшего профессора-астрофизика Макса Дженнифера (Скотт) и бывшего копа Лероя Райта (Робинсон), специализировавшегося по розыску пропавших людей, для расследования таинственного исчезновения лучшего агента. Новые напарники являются полными противоположностями: Макс верит в сверхъестественное, мультивселенную и в то, что его жену похитили инопланетяне, а Робинсон настоящий скептик и всему ищет рациональное объяснение. Вместе им предстоит расследовать необъяснимые случаи, происходящие в Лос-Анджелесе, и сражаться с таинственной сущностью, возможно угрожающей человечеству.

## В ролях
- Крэйг Робинсон — Лерой Райт, охранник и бывший полицейский детектив, который был уволен из Департамента полиции Лос-Анджелеса после гибели напарника. У него есть племянник, с которым он очень близок.
- Адам Скотт — Макс Дженнифер, сотрудник книжного магазина и бывший профессор Стэнфорда. Написал книгу о мультивселенной. Его жена была похищена инопланетянами, после чего его уволили из Стэнфорда, так как ему никто не верил.
- Элли Уокер — капитан Ава Лафри, глава Бюро.
- Адиль Ахтар — Барри Шоу, ученый в Бюро.
- Эмбер Стивенс — Энни Карвер, технический сотрудник Бюро, эксперт в оружии.

## Производство
10 мая 2017 года канал FOX заказал пилота телесериала.

### Кастинг
30 августа 2016 года на роль Лероя был выбран Крэйг Робинсон, а на роль Макса - Адам Скотт, которые также являются продюсерами телесериала. 14 февраля Эди Паттерсон была выбрана на роль Делайлы. 1 марта 2017 года на роль капитана Лафри была выбрана Элли Уокер, а 9 марта к актёрскому составу присоединился Адиль Ахтар в роли Барри. 12 июля 2017 года Эмбер Стивенс была выбрана на роль Энни, которую Эдди Паттерсон сыграла в пилотном эпизоде.

## Список эпизодов
| № | Название          | Режиссёр          | Автор сценария                                                | Дата премьеры   | Произв. код | Зрители в США (млн) |
| --- | ----------------- | ----------------- | ------------------------------------------------------------- | --------------- | ----------- | ------------------- |
| 1 | «Pilot»           | Джонатан Крисел   | Сюжет : Кевин Эттен Телесценарий : Кевин Эттен и Том Гормикэн | 1 октября 2017  | 1LAL01      | 3,58                |
| После того, как агента «Подпольного Бюро» захватывают, Бюро решает взять по его совету Лероя Райта и Макса Дженнифера. Новоиспечённые напарники отправляются на миссию по спасению агента и устранению похитителя-инопланетянина, однако он сбегает вместе с агентом на НЛО. Макс и Лерой решают остаться в Бюро. Жену Макса похищает и держит в плену инопланетянин. |                   |                   |                                                               |                 |             |                     |
| 2 | «Bee-Mo»          | Линн Шелтон       | Блейк Маккормик                                               | 8 октября 2017  | 1LAL04      | 3,58                |
| Лерой берёт Джермейна (сына своего бывшего напарника) на выпрашивание сладостей, куда также идёт Макс. Мальчик всеми силами пытается попасть на вечеринку, вопреки словам матери. Тем временем его кусает кошка и заражает вирусом, в результате чего он становится зомби.                                                                                            |                   |                   |                                                               |                 |             |                     |
| 3 | «Whispers»        | Дин Холлэнд       | Салли Брэдфорд Маккенна                                       | 15 октября 2017 | 1LAL03      | 2,41                |
| 4 | «Lockdown»        | Роб Шраб          | Шон Клементс                                                  | 22 октября 2017 | 1LAL05      | 2,71                |
| 5 | «The Machine»     | Кайл Ньюачек      | Лейла Страхан                                                 | 5 ноября 2017   | 1LAL06      | 2,33                |
| 6 | «Sam»             | Джэми Бэббит      | Райан Ридли                                                   | 12 ноября 2017  | 1LAL06      | 3,25                |
| 7 | «Ghost Studz»     | Майкл Патрик Жанн | Сара Питерс                                                   | 19 ноября 2017  | 1LAL08      | 1,94                |
| 8 | «Haunted Hayride» | Роб Шраб          | Кевин Эттен и Том Гормикэн                                    | 3 декабря 2017  | 1LAL02      | 2,61                |
| 9 | «Snatcher»        | Джен Арнольд      | Блейк Маккормик                                               | 7 января 2018   | 1LAL09      | 3,89                |
| 10 | «The Wire»        | Джеффри Блитц     | Пол Либерштейн                                                | 10 июня 2018    | 1LAL10      | 1,21                |
| 11 | «The Demotion»    | Дженнифер Арнольд | Адам Барр                                                     | 10 июня 2018    | 1LAL11      | 1,13                |
| 12 | «The Premonition» | Джей Карас        | Ребекка Аддельман                                             | 17 июня 2018    | 1LAL12      | 1,39                |
| 13 | «The Article»     | Джуд Венг         | Лео Аллен                                                     | 24 июня 2018    | 1LAL13      | 1,13                |
| 14 | «Unbelievable»    | Клэр Сканлон      | Карла Лоритсон                                                | 8 июля 2018     | 1LAL14      | 1,00                |
| 15 | «The Airplane»    | Энди Блитц        | Мэтт Шон                                                      | 15 июля 2018    | 1LAL15      | 1,32                |
| 16 | «Hello Boys»      | Венди Станцлер    | Райан Ридли                                                   | 22 июля 2018    | 1LAL16      | 1,13                |

## Критика
На агрегаторе рецензий Rotten Tomatoes рейтинг одобрения составляет 59 % на основе 27 отзывов со средней оценкой 5,9 из 10.
Маргарет Лайонс из The New York Times написала: «Как и другие комедии Fox, эта причудливая и дерзкая, но явно не для юных зрителей». Роберт Ллойд из Los Angeles Times дал положительную рецензию и отметил: «Комедия и жуткий боевик хорошо сочетаются; вкусы усиливают друг друга».